# Parque do Povo (Casgar)
O Parque do Povo (chinês tradicional: 人民公園, chinês simplificado: 人民公园, pinyin: Rénmín Gōngyuán) é um parque público urbano na cidade de Casgar, na Região Autônoma Uigur de Xinjiang, no oeste da China. O parque tem 24 hectares e é um dos maiores de Casgar.
Localizado no centro de Kashgar, ao sul da Praça do Povo, o Parque do Povo é um dos principais locais de lazer da cidade. Possui mais de 26.000 árvores de mais de 50 espécies e 4.000 metros de trilhas. As instalações do parque incluem um lago artificial, pavilhões, um palácio cultural em estilo uigur, parques infantis, pomares, um zoológico e uma pista de patinação. A entrada é gratuita.
Na rua principal, em frente ao Parque do Povo, encontra-se uma grande estátua de Mao Tsé-tung, com uma mão levantada em direção ao parque.